# Invitation (EP)
Pour les articles homonymes, voir Invitation (homonymie).
Albums de Ailee
A's Doll House
(2013)
Singles
1. Heaven
Sortie : 9 février 2012
2. I Will Show You
Sortie : 16 octobre 2012
3. Evening Sky
Sortie : 7 décembre 2012

Invitation est le premier mini-album de la chanteuse américano-sud-coréenne Ailee. Il est sorti le 16 octobre 2012. Les chansons "Heaven" et "I Will Show You" ont été choisies pour promouvoir l'EP.

## Liste des titres
| 1.    | I Will Show You (보여줄게; Boyeojulge)          | Kim Do-hoon, Lee Hyun-seung    | Lee Hyun-seung, Noh Ju-hwan    | 3:53 |
| 2.    | Into the Storm ((폭풍속으로) feat. Verbal Jint) | Lee Hyun-seung, Duble Sidekick | Noh Ju-hwan                    | 3:31 |
| 3.    | Evening Sky (저녁 하늘)                         | Kim Yi-na                      | Tommy Park, Ok Jung-yong       | 3:55 |
| 4.    | My Love (feat. Swings)                          | Rado                           | Rado                           | 3:35 |
| 5.    | Shut Up (feat. Simon D)                         | Wheesung, Moon Ha              | Moon Ha                        | 3:23 |
| 6.    | Heaven                                          | Wheesung, Lee Gi, Seo Yong-bae | Wheesung, Lee Gi, Seo Yong-bae | 3:38 |
| 21:55 |                                                 |                                |                                |      |

## Classement

### Album
| Classement                | Meilleure position |
| ------------------------- | ------------------ |
| Gaon Weekly albums chart  | 10                 |
| Gaon Monthly albums chart | 26                 |

### Ventes et certifications
| Classement          | Quantité       |
| ------------------- | -------------- |
| Gaon physical sales | Plus de 15 060 |